# صاحب الظل الطويل (أنمي)
صاحب الظل الطويل أو أبي طويل الساقين (باليابانية: 私のあしながおじさん)، مسلسل رسوم متحركة ياباني مقتبس من رواية صاحب الظل الطويل للكاتبة الأمريكية جين ويبستر، تم إنتاجه عام 1990 في اليابان بواسطة شركة نيبون أنيميشن ضمن سلسلة مسرح تحف العالم، وحاز في نفس العام على جائزة الفيلم المتميز من قبل الوكالة اليابانية للشؤون الثقافية للأطفال.
صاحب الظل الطويل هو اسم النسخة العربية من المسلسل والمكون من 40 حلقة. عرضت النسخة العربية على عدد من قنوات التلفاز في بلدان مختلفة من توزيع الشركة الإماراتية «رؤية للإنتاج الفني».

## أحداث المسلسل
تدور أحداث المسلسل حول فتاة يتيمة اسمها جودي أبوت، حصلت على منحة للدراسة في مدرسة لينكولن الثانوية من قبل شخص لا تعرفه اسمه المستعار هو جون سميث كانت تلقبه جودي بـ«صاحب الظل الطويل» كونها لم يسبق لها أن رأت سوى ظله. المقابل الوحيد الذي اشترطه سميث على جودي مقابل المنحة هو أن تقوم بمراسلته مرة واحدة كل شهر، بدون أن تتوقع ردا منه على رسائلها بالضرورة.
المسلسل يروي تفاصيل ثلاث سنوات من حياة جودي، ابتداء من مغادرتها لدار الأيتام وحتى تخرجها من المدرسة الثانوية.

## الشخصيات
- جودي أبوت

فتاة ذكية ومرحة توفي والداها عندما كانت طفلة صغيرة ونشأت في دار للأيتام حيث طورت موهبتها في الكتابة. أحد مقالاتها تلفت انتباه جون سميث (صاحب السيقان الطويلة) وتؤدي إلى حصولها منه على منحة إلى مدرسة لينكولن الثانوية حيث تتعرف هناك على صديقتيها سالي مأكبرايد وجوليا بندلتون.
- سالي ماكبرايد

من اليمين: سالي، جودي، وجوليا

فتاة خجولة ولكن ظريفة، تقيم مع جودي في نفس الغرفة بالمدرسة وتنشأ بينهما صداقة قوية.
- جوليا بندلتون

طالبة ثرية تقيم مع جودي أيضا في نفس الغرفة، لكن على العكس من سالي مأكبرايد، علاقتها مع جودي تشوبها بعض التوترات بعد أن حاولت إفشاء سر جودي أمام طالبات المدرسة وهي معجبة بجيمي ماكبرايد الشقيق الأكبر لسالي.
- جوانا سلون

مديرة السكن الداخلي الذي تقيم فيه جودي.
- جيرفس بندلتون

عم جوليا بندلتون. تتعرف عليه جودي خلال فترة دراستها بالمدرسة الثانوية.
- والتر غريغس

سكرتير صاحب الظل الطويل أو جون سميث.
- جيمي مأكبرايد

الأخ الأكبر لسالي مأكبرايد وأحد أعضاء فريق كرة القدم بجامعة برينستون.
- بوب

صديق جيمي وأحد أعضاء فريق كرة القدم بجامعة برينستون وهو كابتن الفريق يظهر انه شخص خجول وكثير التردد ولكنه شجاع ولطيف وهو معجب بسالي وهي أيضا تبادله المشاعر.

## وصلات خارجية
- صاحب الظل الطويل على موقع IMDb (الإنجليزية)
- صاحب الظل الطويل على موقع ليتربوكسد (الإنجليزية)
- صاحب الظل الطويل على موقع كينوبويسك (الروسية)
- صاحب الظل الطويل على موقع ألو سيني (الفرنسية)
- صاحب الظل الطويل على موقع قاعدة بيانات الفيلم (الإنجليزية)
- صاحب الظل الطويل على موقع ANN anime (الإنجليزية)

 (بالإنجليزية)
- صاحب الظل الطويل من موقع بانداي فيزوال
- صفحة المسلسل على موقع www.nippon-animation.co.jp /

(باليابانية)